# Đại hội Thể thao châu Á 2034
Đại hội Thể thao châu Á 2034 (tiếng Anh: 2034 Asian Games, tiếng Ả Rập: دورة الألعاب الآسيوية 2034, đã Latinh hoá: Dawrat al-ʼAl'ab al-Asīawīah 2034), chính thức được gọi là Asiad XXII (tiếng Ả Rập: الـ21 من الآسياد, đã Latinh hoá: Al 21 mn-Alīsyad) và thường được gọi là Riyadh 2034, sẽ là lần thứ 22 của Đại hội Thể thao châu Á, một sự kiện thể thao đa môn liên châu Á, sẽ được tổ chức ở Riyadh, Ả Rập Xê Út từ ngày 29 tháng 11 đến ngày 14 tháng 12 năm 2034.
Riyadh được bầu làm thành phố chủ nhà tại Đại hội đồng OCA lần thứ 39 vào ngày 16 tháng 12 năm 2020 ở Muscat, Oman. Đại hội Thể thao này sẽ là Đại hội Thể thao châu Á đầu tiên được tổ chức ở Ả Rập Xê Út, Đại hội Thể thao thứ ba ở bán đảo Ả Rập, Đại hội Thể thao cuối cùng trong hai kỳ Đại hội Thể thao châu Á liên tiếp ở bán đảo Ả Rập, Đại hội Thể thao trước đó là Đại hội Thể thao châu Á 2030 ở Doha, Qatar.

## Quá trình đấu thầu
Một ủy ban đánh giá của Hội đồng Olympic châu Á (OCA) do Andrey Krukov từ Kazakhstan dẫn đầu đã kiểm tra các thành phố ứng cử viên của Doha và Riyadh. OCA đã bỏ phiếu vào ngày 16 tháng 12 năm 2020 tại Đại hội đồng OCA lần thứ 39 ở Muscat, Oman để chọn thành phố chủ nhà cho Đại hội Thể thao châu Á 2030. OCA được xác nhận vào ngày 23 tháng 4 năm 2020, rằng Ủy ban Olympic Ả Rập Xê Út đã đệ trình các tài liệu đấu thầu và thư hỗ trợ từ Chính phủ Ả Rập Xê Út để tổ chức Đại hội Thể thao ở Riyadh. Vào ngày 15 tháng 12 năm 2020, Chủ tịch OCA Sheikh Ahmad Al-Fahad Al-Sabah tuyên bố rằng ông sẽ cố gắng tìm một giải pháp thành phố hai nước để tránh bỏ phiếu cho Đại hội Thể thao châu Á 2030, bằng cách thuyết phục một thành phố tổ chức sự kiện này vào năm 2030 và thành phố còn lại tổ chức cuộc thi vào năm 2034. Vào ngày 16 tháng 12 năm 2020, có thông báo rằng Doha sẽ tổ chức Đại hội Thể thao năm 2030 với số phiếu cao nhất và Riyadh sẽ tổ chức Đại hội Thể thao năm 2034. Ả Rập Xê Út đã yêu cầu OCA tạm dừng bỏ phiếu điện tử đối với chủ nhà của Đại hội Thể thao châu Á 2030 do "khả năng gian lận kỹ thuật".
| Thành phố     | NOC           | Vòng 1 | Kết quả                                          |
| Doha          | Qatar         | 27     | Doha đã trao nhận Đại hội Thể thao châu Á 2030   |
| Riyadh        | Ả Rập Xê Út   | 10     | Riyadh đã trao nhận Đại hội Thể thao châu Á 2034 |
| Không tham dự | Không tham dự | 8      |                                                  |

## Địa điểm

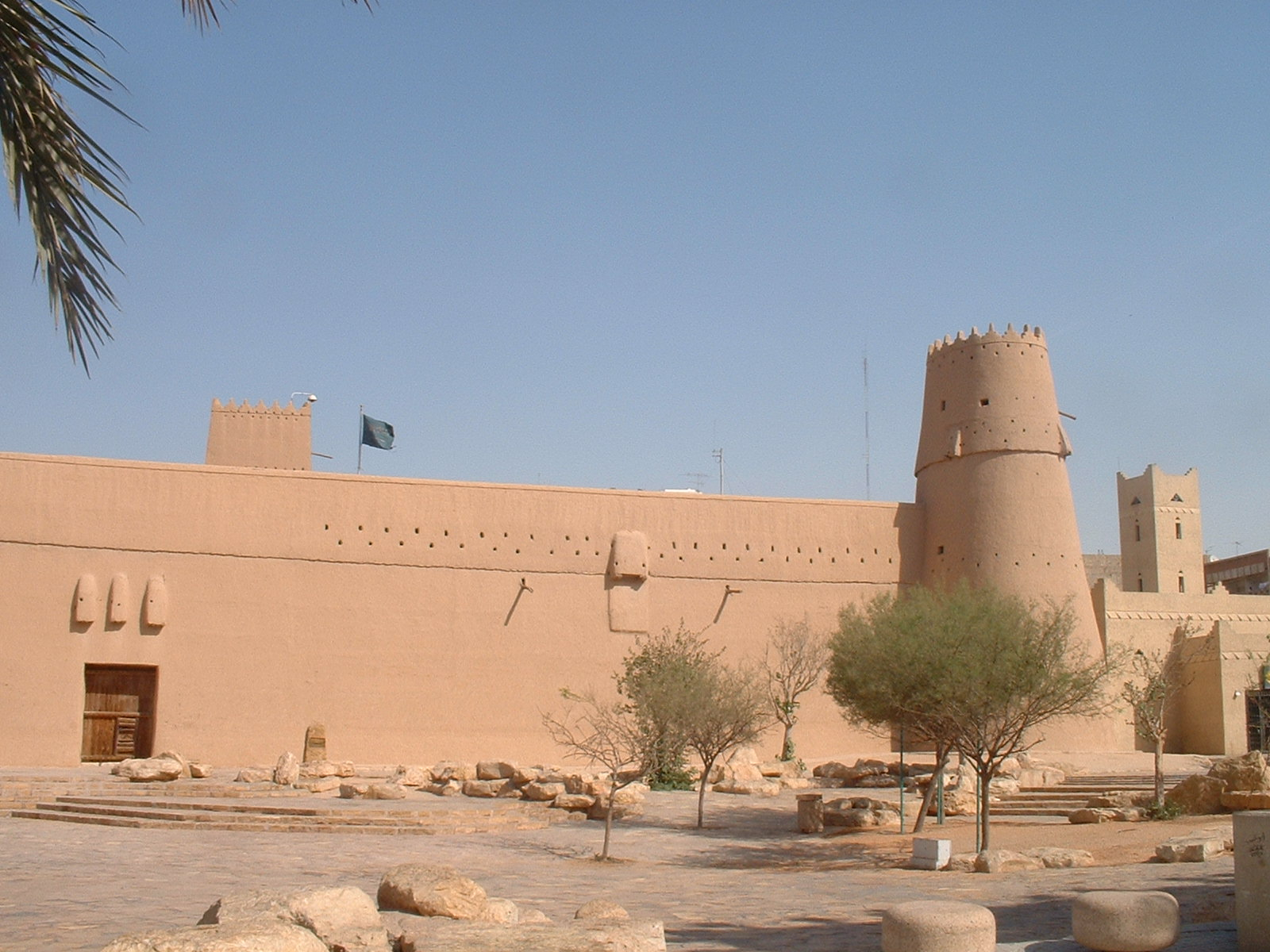
Pháo đài Masmak

### Cụm công viên Đại hội Thể thao châu Á, khu vực Qiddiya
- Sân vận động Qiddiya – bóng đá (chung kết) / 20.000 mới
- Qiddiya Arena – bóng rổ / 18.000 mới
- E-Games Arena – thể thao điện tử, đấu kiếm / TBA mới
- Trung tâm quần vợt – quần vợt / TBA mới
- Trung tâm thể thao dưới nước – bơi nghệ thuật, nhảy cầu, bơi / 3.100 mới
- Sân bóng chày – bóng chày, bóng mềm / TBA mới
- Sân cricket – cricket / TBA mới
- Công viên xe đạp – xe đạp (xe đạp leo núi) / TBA mới
- Công viên BMX 1 – xe đạp (BMX tự do) / TBA mới
- Công viên BMX 2 – xe đạp (chạy BMX) / TBA mới

### Địa điểm độc lập, khu vực Qiddiya
- Sân vận động Motion – điền kinh (marathon), xe đạp (đường trường) / TBA mới
- Sân vận động White Water – canoeing / TBA mới

### Cụm đại học King Saud, khu vực lịch sử Diriyah
- Sân vận động Đại học Nhà vua Saud – bóng đá (vòng sơ loại) / 25.000 tồn tại
- King Saud University Arena – bóng chuyền / 7.500 tồn tại
- Multipurpose Hall – quyền Anh / TBA tồn tại
- Dome A – wushu / TBA tồn tại/cải tạo
- Dome B – cầu mây / 3.000 tồn tại/cải tạo
- Sân vận động khúc côn cầu – khúc côn cầu trên cỏ / TBA mới
- King Saud University Sevens – bóng bầu dục bảy người / TBA tồn tại
- Công viên leo núi thể thao Urban – leo núi thể thao / TBA tạm thời
- Công viên trượt ván Urban – trượt ván / TBA tạm thời
- Công viên bóng rổ 3x3 Urban – bóng rổ 3x3, breaking / TBA tạm thời

### Cụm khu liên hợp SAOC, khu vực lịch sử Diriyah
- Green Hall 1 – bóng ném / 5.189 tồn tại
- Green Hall 2 – bóng nước / 1.814 tồn tại
- Trung tâm bowling – bowling / TBA tồn tại
- Trường bắn cung – bắn cung (vòng sơ loại) / TBA tồn tại/cải tạo
- Trường đua xe đạp – xe đạp (lòng chảo) / TBA mới

### Cụm Malaz, khu vực lịch sử Diriyah
- Sân vận động hoàng tử Faisal bin Fahd – điền kinh (lòng chảo và trên cỏ) / 22.500 tồn tại/cải tạo
- Hội trường Malaz 1 – ju-jitsu, kurashm taekwondo / TBA tồn tại/cải tạo
- Hội trường Malaz 2 – karate, judo / TBA mới

### Cụm RICEC, khu vực lịch sử Diriyah
- Hội trường 1 – thể dục dụng cụ / TBA tồn tại
- Hội trường 2 – cầu lông / TBA tồn tại
- Hội trường 3 – bóng bàn, đấu vật / TBA tồn tại

### Địa điểm độc lập, khu vực lịch sự Diriyah
- Trung tâm cưỡi ngựa Al Duhami – cưỡi ngựa (biểu diễn, nhảy ngựa) / TBA tồn tại
- Trung tâm văn hóa Nhà vua Fahd – cử tạ / TBA tồn tại
- Al Bujairi Arena – điền kinh (marathon), xe đạp (đường trường) / TBA tạm thời

### Địa điểm độc lập, Riyadh
- Pháo đài Masmak – bắn cung (chung kết), điền kinh (chỉ có đẩy tạ, nhảy sào) / TBA tạm thời
- Sân vận động Quốc tế Nhà vua Fahd – bóng đá (chung kết) / 60.000 tồn tại
- Janadriyah Hippodrome – camel racing, năm môn phối hợp hiện đại / TBA tồn tại
- Sân cỏ cưỡi ngựa King Abdulaziz – cưỡi ngựa (mã thuật tổng hợp) / TBA tồn tại
- Khu nghỉ dưỡng golf Nofa – golf / TBA tồn tại
- Trung tâm bắn súng – bắn súng / TBA tồn tại

### Cụm nửa mặt trăng, khu vực Al Khobar
- Regatta Course – canoeing (nước rút) / TBA tồn tại
- Sailing Marina – thuyền buồm / TBA tồn tại
- Bãi biển lướt sóng – lướt sóng / TBA tồn tại
- Yatch Habour – bơi marathon, ba môn phối hợp / TBA tồn tại
- Sân vận động bóng chuyền bãi biển – bóng chuyền bãi biển / TBA tồn tại

### Địa điểm độc lập, khu vực Al Khobar
- Sân vận động Hoàng tử Mohamed bin Fahd – bóng đá (vòng sơ loại) / 26.000 tồn tại
- Sân vận động hoàng tử Saud bin Jalawi – bóng đá (vòng sơ loại) / 20.100 tồn tại